# † (album)
|  | Flytteforslag Denne side er foreslået flyttet til Cross (album). Klik her for at se flytteforslaget. |

†, alternativt også kaldet Cross, er debutalbummet fra den franske musikduo Justice fra 2007. Albummet indeholder tidligere udgivne singler fra gruppen samt nye numre.

## Skabelsesproces
Om baggrunden og konceptet for albummet har Xavier de Rosnay udtalt at de har arbejdet ud fra et "opera disko" koncept og at man, hvis man lytter videre bag forvrængningen, let kan genkende disko-indflydelsen. 
Kun tre samples er krediteret i albummets liner notes og de er "You Make Me Wanna Wiggle" af The Brothers Johnson (anvendt på Newjack), "Tenebre (main theme)" af Goblin (anvendt på Phantom og Phantom Pt. II samt "Night on Disco Mountain" af David Shire (anvendt på Stress). Gruppen fastholder dog selv at over 400 samples, deriblandt såkaldte microsamples, er blevet anvendt på albummet. Disse microsamples kaldes således på grund af deres næsten totale uigenkendelighed. Som eksempel nævner de Rosnay deres brug af en sample fra 50 Cents hit In Da Club, hvor de har løftet et klap fra til brug på åbningsnummeret Genesis. 
Adskillige singles blev udgivet forud for albummet. Således udkom Waters of Nazareth i 2005, to år før udgivelsen af †, der havde Let There Be Light som en af B-siderne. Phantom blev udgivet som en limited edition promo i 2007 med en 27-sekunders bid af Michael Jackson hyldesten D.A.N.C.E. med. Netop D.A.N.C.E. blev gruppens næste, og til dato mest populære, single. Denne kom på flere hitlister og toppede på #48 i Storbritannien, #41 i Italien samt #11 i Frankrig. Singlen blev nomineret til en Grammy Award for bedste Dance udgivelse og musikvideoen til en Grammy for bedste short form musikvideo. Senere blev også DVNO udgivet som single.
Selve albummet undgik da heller ikke Grammy-uddelingens søgelys, da det blev nomineret indenfor bedste electronic/dance album, men tabte her til The Chemical Brothers.

## Trackliste
1. "Genesis" – 3:54
2. "Let There Be Light" – 4:55
3. "D.A.N.C.E." – 4:02
4. "Newjack" – 3:36
5. "Phantom" – 4:22
6. "Phantom Pt. II" – 3:20
7. "Valentine" – 2:56
8. "Tthhee Ppaarrttyy" (m. Uffie) – 3:46
9. "DVNO" (m. Mehdi Pinson) – 3:56
10. "Stress" – 4:58
11. "Waters of Nazareth" – 4:25
12. "One Minute to Midnight" – 3:40